# Hvorfor blev du kriminel?
Hvorfor blev du kriminel? er en dansk dokumentarfilm fra 1971 med instruktion og manuskript af Hans-Henrik Jørgensen.

## Handling
Povl Bjarne Knudsen, der har været under forsorg siden sit sjette år, besvarer spørgsmålene: Hvorfor blev han kriminel? Hvordan oplevede han frihedsberøvelsen første gang? Hvorfor tror han så mange vender tilbage til ny kriminalitet? Filmen er bygget op som en enkel montage, hvor en båndoptagelse af en samtale illustreres af kun tre kameraindstillinger. Povl Bjarne Knudsen ses forfra, fra højre og fra venstre side.